# Brandes investissement
Pour les articles homonymes, voir Brandes.
Brandes investissement est un gestionnaire de fonds canadien

## Origine
Brandes Investment Partners, LP a été fondée en 1974. Son premier client était un investisseur canadien. Les investisseurs canadiens représentent une partie importante des quelque 90 milliards de dollars canadiens que cette société gère pour ses investisseurs à l'échelle mondiale. Il agit en qualité de conseil en investissements pour le compte de clients individuels ou institutionnels ou de fonds sous gestion. 

## Processus d'achat
Afin d'acquérir des entreprises à bon prix, les gestionnaires de Brandes arrêtent leurs choix, la plupart du temps, sur des entreprises qui n'ont pas la faveur populaire. Par exemple, les gestionnaires se sont récemment portés acquéreurs du titre de Nortel dans le cadre du fonds Brandes actions canadiennes et du fonds Brandes équilibré canadien. Le prix du titre de Nortel s'est déprécié au cours de l'année 2004 à la suite de nouvelles qui mettaient en doute la fiabilité des données comptables de la firme. C'est la situation typique dont ses gestionnaires axés sur la valeur raffolent... le principe est : achat des titres à bon prix et revente quand ils deviennent trop cher (valeur intrinsèque).